# Historia LGBT en Haití
La historia de las personas lesbianas, gais, bisexuales y transgénero (LGBT) en Haití tiene sus expresiones más antiguas en las creencias de los pueblos precolombinos y los esclavos que se asentaron en la isla de La Española. Posterior a ello, con la homosexualidad nunca penalizada en el país desde su independencia, ha existido poca aceptación por parte de la sociedad.

## Periodo colonial e independencia
Entre los esclavos que llegaron en masa a Haití durante la época en que era una colonia de Francia, el vudú fue una práctica habitual y la variante surgida en la isla caribeña de La Española acepta dentro de sus creencias la existencia de homosexuales, representando mediante espíritus y las personas por las que estos son poseídos.
El 6 de octubre de 1791 entró en vigencia el Código Penal de Francia, el cual también se aplicaba para la colonia de Saint-Domingue, con lo que dejaron de considerarse como delito las relaciones homosexuales en el territorio que actualmente conforma Haití. Luego de la independencia de Haití en 1804, el Código Penal francés de 1791 mantuvo su vigencia, con lo cual la homosexualidad siguió despenalizada en el nuevo país.

## SigloXX
Durante la dictadura de François Duvalier (1957-1971) y su hijo Jean-Claude (1971-1986), a pesar de la sostenida represión política y social contra opositores y personas rechazadas por el régimen, existió una actitud de laissez faire hacia la homosexualidad; en febrero de 1972 la revista estadounidense The Advocate destacaba a Haití como un floreciente destino para los turistas homosexuales.
No obstante la relativa libertad para la diversidad sexual, los tontons macoutes —policía secreta de la dictadura de los Duvalier— podían perseguir y asesinar hombres gays con total impunidad. En octubre de 1983 la revista canadiense The Body Politic informaba que la policía de Puerto Príncipe inició una ola represiva contra gays haitianos y turistas homosexuales bajo el pretexto de una «campaña de limpieza contra el sida». Algunos estudios señalan que el virus de inmunodeficiencia humana (VIH) se habría originado en África y alrededor de 1966 habría llegado a Haití, en donde se habría transmitido hacia visitantes extranjeros durante la década de 1970.

## SigloXXI
En 2002 fue estrenado el documental Of Men and Gods, que examina la vida de varios hombres haitianos abiertamente homosexuales y la discriminación que enfrentan, así como también se aborda la apertura hacia la diversidad sexual que existe dentro del vudú haitiano.
Los primeros intentos de organizar a la comunidad LGBT haitianas se dieron en la diáspora, especialmente en América del Norte: en 2007 fue creada en Nueva York la Haitian Lesbian and Gay Alliance («Alianza Gay y Lésbica Haitiana») que busca proveer servicios sociales a la comunidad LGBT haitiana. Al año siguiente, el 30 de noviembre de 2008, se realizó la primera marcha del orgullo LGBT en Haití, en el marco de las conmemoraciones del Día Mundial de la Lucha contra el Sida; el evento reunió a alrededor de una docena de personas que desfilaron en la ciudad de San Marcos con camisetas que contenían la palabra masisi («maricón») como forma de reapropiar el concepto.

### Terremoto de 2010
El terremoto ocurrido en Haití el 12 de febrero de 2010 también afectó a la comunidad LGBT local. 14 personas fallecieron durante una reunión en las oficinas de SeroVie, una organización de apoyo para personas con VIH, en Puerto Príncipe debido al colapso del edificio producto del movimiento sísmico. Varios meses después de la tragedia, el 13 de septiembre alrededor de 40 mujeres fueron arrestadas en el campamento de damnificados del terremoto ubicado en el Campo de Marte de Puerto Príncipe, siendo acusadas de «inmoralidad e indecencia» luego de que hayan sido supuestamente sorprendidas teniendo relaciones sexuales lésbicas, lo cual no se encuentra penalizado en Haití.
En las semanas posteriores al terremoto, muchos hombres homosexuales en Haití escucharon sermones en la radio y en las iglesias, así como conversaciones en las calles que culpaban a los masisi (concepto en criollo haitiano para referirse de manera peyorativa a los homosexuales) y otros «pecadores» de incurrir en la ira de Dios y causar el terremoto. Un hombre gay denunció ante la Comisión Internacional Gay y Lesbiana de Derechos Humanos (IGLHRC) que un hombre que tiene sexo con hombres (HSH) fue golpeado por una multitud enojada cuyos miembros abusaron verbalmente de él y lo acusaron de ser responsable del terremoto.
También hubo ataques verbales y físicos contra practicantes de vudú después del terremoto, perpetrados por quienes sentían que, al igual que los homosexuales, los vudú eran inmorales y tenían cierta responsabilidad en la catástrofe del país.

### Décadas de 2010 y 2020
Los intentos de organizar a la comunidad LGBT continuaron después de 2010: en diciembre de 2011 fue fundada Kouraj, la primera organización dedicada a la defensa de los derechos LGBT de la población haitiana, encabezada por Charlot Jeudy, mientras que el 17 de mayo del año siguiente se realizó en el Hotel Montana de Puerto Príncipe el primer Congreso Nacional contra la Homofobia en Haití.
La homofobia continuó presente de manera constante en la vida política del país, expresándose en manifestaciones como la del 19 de julio de 2013, en la que más de 1000 personas se reunieron en Puerto Príncipe para protestar contra la homosexualidad y una propuesta para legalizar el matrimonio homosexual; la protesta reunió a una mezcla de grupos religiosos, desde protestantes hasta musulmanes, que portaban pancartas contra los homosexuales y coreaban canciones, incluida una en la que amenazaban con incendiar el Parlamento si sus miembros legalizaban el matrimonio entre personas del mismo sexo. En 2016 se intentó realizar la versión haitiana del Festival Massimadi —originado en Montreal, Canadá, y que celebra a la comunidad LGBT negra—, que fue cancelada antes de su celebración en Puerto Príncipe debido a amenazas de violencia por parte de manifestantes homófobos.
La presión ejercida en contra de la diversidad sexual en Haití también se manifestó mediante acciones legislativas, como la aprobación de un proyecto de ley en agosto de 2017 para encarcelar durante tres años a las parejas del mismo sexo que se casaran, con una multa de 8000 dólares; sin embargo, dicho proyecto nunca se convirtió en ley. El 25 de noviembre fue hallado muerto el activista Charlot Jeudy, presidente la agrupación LGBT haitiana Kouraj; los rumores de que fue envenenado no han sido confirmados.
La década de 2020 se inició con eventos significativos para la comunidad LGBT haitiana: en noviembre de 2020 fue inaugurada oficialmente en Puerto Príncipe la sede de Kay Trans, primera casa de acogida para personas trans en Haití y que entrega ayuda psicológica y un albergue; la casa recibe financiamiento del Programa de las Naciones Unidas para el Desarrollo. Ese mismo año, Love Masisi se convirtió en la primera drag queen de origen haitiano en competir en una versión de la franquicia Drag Race, al participar de la segunda temporada de Drag Race Holland.
En Puerto Príncipe se llevó a cabo del 20 al 23 de junio de 2023 la primera versión de «Festi Fierté», festival artístico y cultural con el que se celebra por primera vez en Haití el mes del orgullo LGBT; la actividad se realizó con poca difusión debido a los temores de un posible ataque armado y el rechazo de la sociedad haitiana, en la cual existe un alto grado de homofobia.